# Саратовский государственный медицинский университет
Саратовский государственный медицинский университет им. В. И. Разумовского — Федеральное государственное бюджетное образовательное учреждение высшего образования «Саратовский государственный медицинский университет им. В. И. Разумовского» Министерства здравоохранения Российской Федерации.

## История
Императорский Николаевский университет был основан в 1909 году по приказу Императора Николая II и состоял из единственного факультета — медицинского. Это знаменательное событие было встречено в России как "...Великое торжество, не только местное, но и национальное, праздник высшей русской науки...". Акт торжественного открытия университета состоялся 6 декабря 1909 года. В этот день руководство университета получило более 800 приветственных телеграмм и адресов. На это событие откликнулись все университеты России во главе с РАН, зарубежные университеты Лондона, Парижа, Леона, Вены, Страсбурга, Неаполя и др. В университете были учреждены 7 кафедр – анатомии, физиологии, зоологии, физики, химии, хирургии, ботаники.
26 июля 1909 года первым ректором Николаевского университета стал талантливый хирург, видный общественный деятель, горячий поборник женского медицинского образования в России профессор В.И. Разумовский.

Памятник В. И. Разумовскому открыт 10.06.2009, 100 лет Университету в Саратове

Преподавательский состав медицинского университета комплектовался очень умело: были привлечены выдающиеся деятели медицины. Назначение в Саратовский университет получили: профессора Казанского университета И.А. Чуевский – на кафедру физиологии (он же стал деканом медицинского факультета); В.В. Вормс (ставший также и проректором) – на кафедру физиологической химии; А.Я. Гордягин – на кафедру ботаники; приват-доценты Московского университета В.Д. Зёрнов – на кафедру физики, Б.И. Бируков – на кафедру зоологии со сравнительной анатомией и паразитологией и приват-доцент Новороссийского университета Н.Г. Стадницкий – на кафедру нормальной анатомии.
На первый курс медицинского факультета в 1909 г. были приняты 92 студента и 14 вольнослушателей. Благодаря исключительной энергии В. И. Разумовского с 23 сентября 1909 года началось систематическое чтение лекций по всем предметам первого курса (нормальной анатомии, общей физиологии с гистологией, физике, химии и другим дисциплинам).
Одновременно с началом занятий была предпринята разработка проекта смет на строительство здания университета. В состав строительной комиссии входили ректор университета профессор В.И. Разумовский, профессора И.А. Чуевский, В.В. Вормс. Проектирование и строительство университетского комплекса были поручены директору Казанской художественной школы К.Л. Мюфке, к тому времени уже имевшему богатую строительную практику и отличавшемуся идеальной честностью. Именно его таланту и художественному вкусу саратовцы обязаны рождением и воплощением в жизнь замечательного проекта. В.И. Разумовский не случайно остановил свой выбор именно на К.Л. Мюфке, который уже работал в этой специальной области: в 1903 году в Казани он составлял проекты и смету анатомического института. Строительная комиссия начала свою работу 27 июля 1909 года и закончила её 15 декабря 1910 года. К.Л. Мюфке впервые в истории Саратова создал целостные ансамбли, отличающиеся единством замысла и высоким качеством исполнения.   
В феврале 1911 года среди студентов Саратовского университета вспыхнула забастовка солидарности с рабочими. Для борьбы со студенческими беспорядками объединились 2 министерства: просвещения и внутренних дел. Решено было отчисленных студентов немедленно призвать в армию. Зная это, В. И. Разумовский не  отчислил ни одного студента. Министерство народного просвещения Российской империи во главе  с  министром Л.А. Кассо не поддерживало прогрессивные убеждения, непреклонность, принципиальность В.И. Разумовского.
В 1912 году министр просвещения Л.А. Кассо снимает В.И. Разумовского с должности ректора, назначив досрочные выборы. В.И. Разумовский, получивший к тому времени звание заслуженного профессора, перешёл на преподавательскую работу. С 1912 по 1915 год он читал курс оперативной хирургии и замещал профессоров-хирургов, ушедших на фронт. После Февральской революции 1917 года В.И. Разумовский  был назначен главным хирургом Кавказского фронта. В 1920 году Василий Иванович получил возможность вернуться в Саратов, где возглавил кафедру общей хирургии медицинского факультета университета.
В 1930 году медицинский факультет выделился из состава университета в самостоятельный медицинский институт с тремя факультетами: лечебно-профилактическим, санитарно-гигиеническим, охраны материнства и младенчества. К 1935 году в нём обучалось 1600 студентов.
В годы Великой Отечественной войны в Саратовский медицинский институт было эвакуировано оборудование Смоленского медицинского института.
Из числа воспитанников медицинского факультета выросли выдающиеся деятели медицинской науки и практического здравоохранения: лауреат Ленинской и Государственной премий академик А. Н. Бакулев. действительные члены АМН СССР А. А. Минх, М. А. Кассирский, Н. Н. Сиротинин, Ф. Г. Углов, член-корреспонденты АМН СССР И. В. Домарадский, Е. А. Березов, К. Н. Третьяков, Н. С. Кисляк, Н. Р. Иванов и др.
В течение 29 лет (с 1960 по 1989 гг.) Саратовский медицинский институт возглавлял член-корреспондент АМН СССР профессор Н.Р. Иванов, который был врачом высочайшей квалификации, блестящим организатором здравоохранения, крупным ученым в области педиатрии, детских инфекционных болезней. За время его руководства было подготовлено 95 докторов и более 600 кандидатов медицинских наук, открыты 32 новые кафедры. Численность студентов возросла до 4800 человек. В 1976 году институт был награждён орденом Трудового Красного Знамени. В 1988 году в институте открылся стоматологический факультет. Во всем этом большая личная заслуга члена-корреспондента АМН СССР, профессора Н.Р. Иванова – 20 ректора Саратовского медицинского института.
В 1993 году Саратовский ордена Трудового Красного Знамени медицинский институт был преобразован в медицинский университет и ныне является одним из крупнейших медицинских университетов в России.
К 1994 году Саратовский государственный медицинский университет уже являлся одним из крупнейших медицинских вузов Российской Федерации, среди которых в рейтинге занимал 5–6-е место, а среди 100 учебных заведений мира – лучших в области медицины – 53-е место.
В 2002 году Саратовский государственный медицинский университет возглавил доктор медицинских наук, профессор П.В. Глыбочко, сделавший очень многое для дальнейшего развития университета.
В 2010 году П.В. Глыбочко возглавил Московскую медицинскую академию им. И.М. Сеченова (позже Первый МГМУ им. И.М. Сеченова, Сеченовский университет), а В.М. Попков был избран на должность ректора СГМУ им. В.И. Разумовского.
В настоящее время Саратовский государственный медицинский университет им. В.И. Разумовского заслуженно считается одним из передовых университетов медицинского профиля в России, что подтверждается рядом авторитетнейших рейтингов. Университет устойчиво входит в сотню лучших учреждений высшего образования страны, при этом его место в рейтинге с каждым годом повышается.
В основе высокого рейтинга университета лежит оптимальное сочетание лучших традиций высшего медицинского образования, накопленных в России, и современных подходов к подготовке врачей.

## Учебная деятельность
В Саратовском медицинском университете берегут и развивают традиции саратовской научной медицинской школы. И в первую очередь – поддерживают высокий научный уровень профессорско-преподавательского состава. В университете работают 5000 сотрудников: 200 докторов, 600 кандидатов наук, из которых 230 награждены нагрудными знаками ведомств России, 60 имеют почетные звания Российской Федерации.
Если статус и престиж университета зависят от его преподавателей – ученых и практикующих врачей, – то неповторимую атмосферу вуза создают именно студенты.
В СГМУ обучаются более 7000 студентов, в том числе свыше 500 иностранных граждан более чем из 50 стран ближнего и дальнего зарубежья. Администрация университета создает все условия для обучения, творческого развития, занятий физкультурой и спортом, направленных на формирование всесторонне развитого, социально активного специалиста, личности, способной к эффективной профессиональной деятельности. С первого дня учёбы студенты вовлекаются в воспитательный процесс, участвуя в масштабных внутривузовских, общегородских, всероссийских и международных мероприятиях. В СГМУ активно работает ряд студенческих организаций, активно развивается волонтерское движение.
Основополагающими принципами учебной работы в СГМУ являются фундаментальность образовательного процесса, клиническая практика у постели больного, использование компьютерных технологий и развитие будущего врача как личности.
Вековые традиции подготовки врачей, современные учебная и клиническая базы, опытные педагоги и инновационные методики преподавания являются основой успешной подготовки высококлассных специалистов.
«Лечебное дело», «Педиатрия», «Стоматология», «Фармация», «Медико-профилактическое дело» и «Сестринское дело» на Всероссийский конкурсе «Лучшие образовательные программы инновационной России» были удостоены высокой оценки и включены в Справочник на русском и английском языках. По результатам экспертизы Федерального агентства Росстандарт университет удостоен сертификата соответствия «100 лучших образовательных организации РФ». После успешной апробации обучающая электронная программа «Информационные технологии в науке и образовании» была размещена на Портале непрерывного медицинского образования. За 2019-2020 учебный год кафедральными коллективами было издано 35 учебно-методических пособия.

## Лечебная деятельность
Собственная солидная клиническая база позволяет университету оказывать специализированную высокотехнологичную медицинскую помощь и обеспечивает возможность прохождения студентами клинической практики у постели больного.
 
Мощность клинического центра СГМУ составляет 1800 коек, в состав которого входят: 
- многопрофильная Клиническая больница имени С. Р. Миротворцева СГМУ (ул. Б.Садовая 137),
- Клиника глазных болезней (ул. Вольская 12),
- Клиника кожных и венерических болезней (ул. Провиантская 22),
- Клиника профпатологии и гематологии им. профессора В.Я. Шустова,
- Научно-исследовательский институт травматологии, ортопедии и нейрохирургии (ул. Чернышевского 148).

Это позволяет ежегодно оказывать высококвалифицированную медицинскую более чем 60000 пациентов из 56 субъектов РФ, в том числе 20000 детей, проводить более 30000 операций. Активно внедряются новейшие технологии, позволяющие проводить диагностику и лечение больных на уровне ведущих клиник России.

## Научная деятельность
Фундаментальные и прикладные научные исследования, инновационную деятельность в СГМУ обеспечивают научно-исследовательские институты, центры, лаборатории, кафедры. Богатейшие традиции научных школ позволяют эффективно сочетать проведение фундаментальных и прикладных научных исследований, экспериментальную и клиническую апробацию полученных в ходе исследований результатов, их внедрение в клиническую практику и образовательный процесс. В 2019/2020 учебном году сотрудниками университета успешно защищены 2 докторские и 15 кандидатских диссертаций, выполнялись научные исследования по 14 грантовым проектам, финансируемым РФФИ, Фондом Президента России, Фондом содействия инновациям и Фондом перспективных исследований. В 2019 количество публикаций в изданиях, входящих в базы Web of Science и Scopus составило более 150 единиц.
В 2019 году сотрудники Университета приняли участие в 400 научно-практических мероприятиях, представили 746 докладов. Успешно ведется работа по созданию первого англоязычного журнала университета – "Saratov medical journal". В 2019 году в университете создано новое направление в научной работе, связанное с реализацией комплекса прорывных проектов в области нейрофизиологии. Работы проводятся в сотрудничестве с ведущими российскими и международными научными центрами. Часть из них проводится в рамках международного сотрудничества с Государственным фондом естественных наук Китая и 3 университетами, расположенными в г. Пекине, г. Сиане, г. Харбине.
В НИИ травматологии, ортопедии и нейрохирургии разработано уникальное медицинское изделие для замещения костных дефектов при эндопротезировании коленного сустава. На базе университетской Клинической больницы им. С.Р. Миротворцева в 2020 году создана уникальная сомнологическая лаборатория мирового уровня по разработке технологий нейрореабилитации за счет повышения восстановительного потенциала спящего мозга.

## Структура
Структура университета.

### Факультеты
- Лечебный
- Клиническая психология
- Педиатрический
- Фармацевтический
- Стоматологический
- Медико-профилактический
- Деканат по работе с иностранными обучающимися

### Институты
- Институт сестринского образования
- Институт подготовки кадров высшей квалификации и дополнительного профессионального образования
- НИИ фундаментальной и клинической уронефрологии
- НИИ кардиологии

### Кафедры
- Акушерства и гинекологии
- Акушерства и гинекологии лечебного факультета
- Акушерства и гинекологии педиатрического факультета
- Анатомии человека
- Биохимии и клинической лабораторной диагностики
- Гигиены медико-профилактического факультета
- Гистологии
- Глазных болезней
- Госпитальной педиатрии и неонатологии
- Госпитальной терапии лечебного факультета
- Госпитальной хирургии лечебного факультета
- Дерматовенерологии и косметологии
- Детских болезней лечебного факультета
- Иностранных языков
- Инфекционных болезней
- Инфекционных болезней у детей и поликлинической педиатрии им. Н. Р. Иванова
- Клинической иммунологии и аллергологии
- Лечебной физкультуры, спортивной медицины и физиотерапии
- Лучевой диагностики и лучевой терапии имени профессора Н. Е. Штерна
- Медбиофизики имени профессора В. Д. Зернова
- Микробиологии, вирусологии и иммунологии
- Мобилизационной подготовки здравоохранения и медицины катастроф
- Неврологии им. К. Н. Третьякова
- Нейрохирургии
- Нормальной физиологии имени И. А. Чуевского
- Общей биологии, фармакогнозии и ботаники
- Общей гигиены и экологии
- Общей хирургии
- Общей, биоорганической и фармацевтической химии
- Общественного здоровья и здравоохранения (с курсами правоведения и истории медицины)
- Оперативной хирургии и топографической анатомии
- Оториноларингологии
- Патологической анатомии
- Патологической физиологии имени академика А. А. Богомольца
- Педагогики, образовательных технологий и профессиональной коммуникации
- Педиатрии
- Поликлинической терапии, общей врачебной практики и профилактической медицины
- Пропедевтики внутренних болезней
- Пропедевтики детских болезней, детской эндокринологии и диабетологии
- Пропедевтики стоматологических заболеваний
- Профпатологии, гематологии и клинической фармакологии
- Психиатрии, наркологии, психотерапии и клинической психологии
- Русского и латинского языков
- Скорой неотложной анестезиолого-реанимационной помощи и симуляционных технологий в медицине
- Стоматологии детского возраста и ортодонтии
- Стоматологии ортопедической
- Стоматологии терапевтической
- Стоматологии хирургической и челюстно-лицевой хирургии
- Судебной медицины имени профессора М. И. Райского
- Терапии с курсами кардиологии, функциональной диагностики и гериатрии
- Терапии, гастроэнтерологии и пульмонологии
- Травматологии и ортопедии
- Урологии
- Факультетской педиатрии
- Факультетской терапии лечебного факультета
- Факультетской хирургии и онкологии
- Фармакологии
- Фармацевтической технологии и биотехнологии
- Физического воспитания
- Философии, гуманитарных наук и психологии
- Фтизиатрии
- Фтизиопульмонологии
- Хирургии детского возраста
- Хирургии и онкологии
- Экономики и управления здравоохранением и фармацией
- Эндокринологии
- Эпидемиологии

### Центры
- Медицинский научно-образовательный инновационный центр
- Мультипрофильный аккредитационный-симуляционный центр
- Центр довузовского образования «Медицинский Предуниверсарий»
- Медицинский колледж

## Рейтинги
Университет соответствует современным требованиям и входит в национальные и международные рейтинги:
- В 2014 году агентство «Эксперт РА», включало вуз в список лучших высших учебных заведений Содружества Независимых Государств. Был присвоен рейтинговый класс «Е»[5]
- Рейтинг лучших вузов России RAEX-100: СГМУ входил в 100 лучших вузов в 2020 году.
- Top Universities in Russia by 2021 University Web Ranking: на 130 месте
- Национальный рейтинг Интерфакс 2020: 131 место из 337 вузов страны
- Система рейтинга мировых университетов Webometrics (или Ranking Web) 2020: СГМУ занимал 188 место
- «Социальный навигатор» «Рейтинг востребованности вузов в РФ-2019»: 27 место из 50 медицинских вузов
- Мировое рейтинговое агентство «Академический стандарт» Academic Ranking of World Universities-European Standard ARES-2019: был на 77 месте из 198 университетов РФ
- Ежегодно, начиная с 2018 года университет входил в 100 лучших вузов России по версии журнала Forbes. В 2018 году 78-е, в 2019 году 50-место[6]
- Ежегодно с 2019 года университет входит в Международный рейтинг «Три миссии университета», где занимает  позицию в диапазоне 901—1000[7]
- В предметных рейтингах RAEX занимает 13-е место в направлении "Медицина"[8].

## Ректоры СГМУ
- июль 1909 – декабрь 1912 гг.: Разумовский, Василий Иванович
- декабрь 1912 – январь 1914 гг.: Стадницкий, Николай Григорьевич
- январь 1914 – май 1918 гг.: Заболотнов, Петр Павлович
- май 1918 – сентябрь 1918 гг.: Арнольдов, Владимир Андреевич
- сентябрь 1918 – март 1921 гг.: Зернов, Владимир Дмитриевич
- апрель 1921 – январь 1923 гг.: Голубев, Владимир Васильевич
- январь 1923 – апрель 1928 гг.: Миротворцев, Сергей Романович
- август 1930 – июнь 1931 гг.: Мартынов Аким Кузьмич
- июль 1931 – февраль 1935 гг.: Шхвацабая, Константин Яковлевич
- февраль 1935 – август 1936 гг.: Арнольдов, Иосиф Александрович
- август 1936 – 1937 гг.: Шмелев Константин Андреевич
- апрель 1937 – декабрь 1937 гг.: Ярославцев, Александр Леонтьевич[9]
- декабрь 1937 – май 1938 гг.: Самойлова, Елена Евгеньевна
- февраль 1940 – декабрь 1942 гг.: Рапопорт Павел Львович
- январь 1943 – август 1948 гг.: Богословский, Иван Трофимович[10]
- август 1948 – ноябрь 1948 гг.: Желябовский Григорий Маркианович
- ноябрь 1948 – март 1953 гг.: Поповьян, Иван Минаевич
- март 1953 – февраль 1960: Никитин, Борис Андреевич
- февраль 1960 – март 1989: Иванов, Николай Романович
- май 1989 – 1997 гг.: Киричук, Вячеслав Фёдорович
- 1997 – 2002 гг.: Горемыкин, Владимир Ильич
- 2002 – 2010 гг.: Глыбочко, Пётр Витальевич
- 2010 – сентябрь 2020 гг.: Попков, Владимир Михайлович
- С 2020 года: Ерёмин, Андрей Вячеславович